# Cristina Lilienfeld
Cristina Lilienfeld (n. 27 iulie 1984, București, România ) este o dansatoare și coregrafă din România.

## Biografie
Cristina Lilienfeld s-a născut în București. A absolvit în 2008 Facultatea de Coregrafie în cadrul  Universității de Artă Teatrală si Cinematografică „Ion Luca Caragiale” din București și în 2007 Facultatea de Sociologie-Psihologie în cadrul  Universității Spiru Haret din București, urmând apoi studii de formare în psihoterapie experiențială în cadrul S.P.E.R. (Societatea de Psihoterapie Experiențială Română) de unde deține un atestat de consilier psihologic din 2010. În 2015 devine membru al  Asociației Pentru Teatru și Carte (PETEC) și din 2020 este membru fondator al  Colectivului Areal.

## Spectacole
Printre spectacolele create de Cristina Lilienfeld se numără: Lay(ers) (2013) - spectacol care a obținut în 2013 Marele Premiu al competiției ALT Concurs Național de Coregrafie   și care a fost selectat în 2016 în programul internațional Dance Roads și prezentat în cinci țări din Europa   - 
, Nu toți sunt eroi (2014), alături de Smaranda Găbudeanu, Moving Fields (2017) și Eighty Five Percent Of What You Remember (2019). Alături de grupul interdisciplinar format din dansatori, actori, muzicieni, păpușari, regizori care s-a coagulat în jurul Asociației PETEC a creat spectacolele pentru copii: Fapte vitejești (2015) și Pe bune (2016). De asemenea, a semnat coregrafia pentru spectacolul de operă În trup (2017) al compozitoarei Diana Rotaru și în spectacolul de teatru Dancer in the Dark (2018), regizat de Kocsárdi Levente la  Teatrul Maghiar de Stat din Timișoara. A dansat și performat în: Coregrafie de grup (2015) - spectacol de Alexandra Mihaela Dancs, A Truth, A Lie And A List Of Possibilities (2018) - spectacol de Andreea Novac, concertul-spectacol The Scheme of Things (2018) al trupei Fierbințeanu, Up Stairs (2016) - film de dans creat de Alina Ușurelu și Irina Marinescu.